# Carling (Mozela)
Carling – miejscowość i gmina we Francji, w regionie Grand Est, w departamencie Mozela.
Według danych na rok 1990 gminę zamieszkiwało 3709 osób, a gęstość zaludnienia wynosiła 1389 osób/km² (wśród 2335 gmin Lotaryngii Carling plasuje się na 118. miejscu pod względem liczby ludności, natomiast pod względem powierzchni na miejscu 1195.).